# بيتزا إكسبرس
بيتزا إكسبرس هي سلسلة مطاعم بيتزا بريطانية متعددة الجنسيات، تضم أكثر من 500 مطعم في جميع أنحاء المملكة المتحدة، و100 مطعم في الخارج في أوروبا وهونج كونج وكندا والصين والهند وإندونيسيا والكويت والفلبين والإمارات العربية المتحدة وسنغافورة والمملكة العربية السعودية. تأسست عام 1965 على يد بيتر بوازوت. في يوليو 2020، استحوذ حاملو السندات على الشركة بموجب اتفاقية مبادلة الديون بالأسهم مع المالك السابق. في نوفمبر 2020، غادرت شركة هوني كابيتل الشركة وتم الانتهاء من إعادة هيكلة المجموعة، مما ساعد في خفض ديون سلسلة المطاعم غير الرسمية بأكثر من 400 جنيه إسترليني مليون.

## تاريخ
تأسست شركة بيتزا اكسبرس عام 1965 على يد بيتر بوازوت، وافتتحت أول مطعم لها في شارع واردور في لندن. مستوحى من رحلة إلى إيطاليا، أحضر بويزو إلى لندن فرن بيتزا من نابولي وطاهياً من صقلية. في عام 1969، بدأت عروض موسيقى الجاز في مطعمها الواقع في شارع دين، لندن.
توسعت بيتزا اكسبرس في جمهورية أيرلندا عام 1995 وتدير حاليًا 14 مطعمًا هناك تحت الاسم التجاري ميلانو. بالإضافة إلى ذلك، تمتلك الشركة العلامة التجارية مارزانو. في الأصل، كان اسم مارزانو أو بيتزا مارزانو يستخدم في البلدان التي لم يكن اسم العلامة التجارية بيتزا إكسبريس متاحًا فيها، كما هو الحال مع استخدام اسم ميلانو في جمهورية أيرلندا، ولكنه موجود أيضًا في بعض المناطق، مثل قبرص، للتمييز بين المطاعم التي تبيع البيتزا بشكل أساسي وتلك التي تقدم مجموعة أوسع من الوجبات غير البيتزا المستوحاة من المطبخ الإيطالي. كما يتم استخدامه أيضًا كمقهى بار كملحق لفرع بيتزا اكسبرس في نورويتش.
في عام 2011، أطلقت بيتزا اكسبرس علامة تجارية جديدة كبرى لمطاعمها في المملكة المتحدة، مع تغييرات في القائمة، وشعار باللونين الأبيض والأسود والاستخدام الواسع النطاق للخطوط، سواء للزي الرسمي للموظفين أو لديكور المطعم.
في يوليو 2014، تم بيع المجموعة لشركة هوني كابيتال للاستثمار الخاص ومقرها الصين في صفقة بقيمة 900 مليون جنيه إسترليني. في عام 2017، أطلقت بيتزا اكسبرس خدمة " بيتزا اكسبرس مباشر.
في أكتوبر 2019، قامت شركة بيتزا اكسبرس بتعيين مستشارين ماليين استعدادًا لمحادثاتها مع الدائنين. كانت السلسلة تعاني من صعوبات مالية ناجمة عن انخفاض الطلب الاستهلاكي على تناول الطعام خارج المنزل. في مارس 2020، أُجبرت جميع المطاعم في المملكة المتحدة على الإغلاق إلى أجل غير مسمى بسبب قواعد الإغلاق على مستوى البلاد التي فرضتها الحكومة للحد من انتشار فيروس كورونا المستجد (كوفيد-19). في 28 مايو 2020، أعادت مطاعم لندن المختارة فتح أبوابها لتقديم خدمات التوصيل مع بدء الحكومة في رفع قيود الإغلاق. في يوليو، أُعلن أن "العشرات" من المطاعم المغلقة لن تفتح أبوابها مجدداً. وأفادت التقارير أن مجموعة المطاعم تعاني من ديون تصل إلى 1.1 مليار جنيه إسترليني. [3] وفي الشهر التالي، أُعلن أن الشركة تعتزم إغلاق حوالي 67 مطعمًا في جميع أنحاء المملكة المتحدة، فضلاً عن تسريح 1100 وظيفة.
في يوليو 2020، استحوذ حاملو السندات على الشركة بموجب اتفاقية مبادلة الديون بالأسهم مع المالك السابق في هوني كابيتال، وتم التأكيد في سبتمبر على أن 73 من مطاعمها ستغلق بشكل دائم، بما في ذلك أول فرع لها على الإطلاق في شارع واردور. في نوفمبر 2020، اكتملت عملية إعادة هيكلة المجموعة وساعدت في خفض ديون سلسلة المطاعم غير الرسمية بأكثر من 400 مليون جنيه إسترليني. من المقرر إغلاق 23 فرعًا آخر في يناير 2021.

## ملكيتها
كانت بيتزا اكسبرس مملوكة للقطاع الخاص منذ تأسيسها في عام 1965 لمدة 28 عامًا، وتم الاستحواذ عليها من بيتر بويزوت ورونالد سيمسون من قبل لوك جونسون وديفيد بيج وهيو أوزموند في عام 1993، وأصبح جونسون وأوزموند مديرين غير تنفيذيين. تم إدراج الشركة في بورصة لندن في نفس الوقت من عام 1993. وكان المساهمان الفرديان الرئيسيان هما بيتر بويزوت وديفيد بيج. وبعد ذلك، تم افتتاح مطاعم مملوكة بالكامل بسرعة في جميع أنحاء المملكة المتحدة. زاد عدد المطاعم المملوكة للشركة من 23 مطعماً عند الطرح العام الأولي إلى أكثر من 300 مطعم في عام 2003. بقي بيتر بوازو رئيسًا للشركة العامة لمدة ثلاث سنوات. بعد ذلك تم شراء 32 من أصحاب الامتياز في المملكة المتحدة مرة أخرى بشكل جماعي في عام 1996.
ثم قامت شركة تي دي ار كابيتال وشركة أخرى بشراء الشركة في عام 2003 وتحويلها إلى شركة خاصة مرة أخرى. في عام 2005، أعيد طرح بيتزا اكسبرس في بورصة لندن، كجزء من شركة جوندولا القابضة. ثم تم شراؤها من قبل مجموعة سينفين للاستثمار الخاص باسم شركة جوندولا عام 2007. في 12 يوليو 2014، أُعلن أن المجموعة الصينية هوني كابيتال اشترت بيتزا اكسبرس مقابل 900 مليون جنيه إسترليني.
في يوليو 2020، استحوذ حاملو السندات على الشركة بموجب اتفاقية مبادلة الديون بالأسهم مع المالك السابق هوني كابيتال. في نوفمبر 2020، غادرت الشركة واكتملت عملية إعادة هيكلة المجموعة، مما ساعد في خفض ديون سلسلة المطاعم غير الرسمية بأكثر من 400 مليون جنيه إسترليني.

## طاقمها
منذ تأسيسها، تخصصت بيتزا اكسبرس بشكل أساسي في البيتزا المصنوعة يدويًا على الطراز الإيطالي التقليدي. كما قدمت بيتزا ليجيرا الأخف وزناً، وهي أول مجموعة بيتزا في الشارع الرئيسي تحتوي على حوالي 500 سعر حراري.
في عام 2008، بدأت بيتزا اكسبرس سلسلة الشيف الضيف مع الشيف ثيو راندال في فندق إنتركونتيننتال لندن، حيث قاموا بإعداد أطباق حصرية لقائمتها. انضم فرانسيسكو مازي، إلى الفريق في عام 2010 لتطوير قائمة مستوحاة من مطبخ كالابريا. استمرت سلسلة الطهاة المشاهير في عام 2012 مع تقديم نوعين من البيتزا من صنع طاهي التلفزيون فالنتين وارنر. قدم وارنر بيتزا الشمر والسلامي وبيتزا بوتانيسكا.

## الموسيقى
لقد دعمت بيتزا اكسبرس مجتمع الجاز منذ أيامها الأولى عندما افتتحت أول نادي جاز لها في عام 1969 في شارع دين، لندن. ومنذ ذلك الحين، قدم الفنانون الذين قدموا عروضهم هناك، بما في ذلك إيلا فيتزجيرالد وأيمي واينهاوس، إلى العروض المبكرة الداعمة لنورا جونز وجيمي كولوم.

## زا
زا هي علامة تجارية تابعة لـبيتزا اكسبرس تقدم نسخة أكثر بساطة من مطعم البيتزا في المملكة المتحدة. تم افتتاح أول مطعم في موقع شارع فينتشرش في فبراير 2019. يعد افتتاح زا جزءًا من خطة مدتها خمس سنوات لتجديد وتحسين العلامة التجارية، والتي تسمى فيوتشر اكسبرس. تركز القائمة على بيتزا تباع بالشريحة، ولكن أيضًا مع نفس الإضافات المتوفرة في لفائف مصنوعة من عجينة بيتزا اكسبرس. تركز العلامة التجارية على وجبة الإفطار، مع الخبز المسطح، ولحم الخنزير المقدد، والبيض أو السبانخ. تشكل البيادينا والسلطات جزءًا من قائمة الغداء، والموقع مرخص بالكامل. تم إغلاق موقع اختبار شارع فينشرش في ديسمبر 2019، لكن بيتزا اكسبرس التزمت بإعادة زا في موقع مختلف اعتبارًا من عام 2022.
لم تعد زا تعمل كعلامة تجارية (2023).

## التصميم والفن
كلف بيتر بوازو مصمم المطاعم الإيطالي ورسام الكاريكاتير إنزو أبيسيلا في الستينيات بتصميم هوية بيتزا اكسبرس وأكثر من 80 مطعمًا. في عام 2002، أطلقت بيتزا اكسبرس جائزة آفاق بيتزا اكسبرس للفن المعاصر بالتعاون مع الفنان الشعبي بيتر بليك. اتسع نطاق العلاقة بين بيتر بليك وبيتزا اكسبرس عندما تبرع بـ 26 قطعة أصلية لمطعم تشيسويك حيث كان زبونًا منتظمًا له منذ عام 1981. أنشأت شركة بيتزا اكسبرس "مختبرًا حيًا" في أكتوبر 2010، في ريتشموند، لتجربة أفكار جديدة من التصميم إلى الصوت، بالتعاون مع المصمم Ab Rogers.

## الأعمال الخيرية
قدمت بيتزا اكسبرس بيتزا فينيزيانا في عام 1977 للمساعدة في إنقاذ البندقية من الغرق من خلال التبرع بـ 5 بنسات من كل بيتزا تباع لصندوق البندقية في خطر. على مر السنين، زاد المبلغ المتبرع به من كل بيتزا إلى 25 بنسًا. منذ عام 2008، تذهب التبرعات من بيتزا فينيزيانا إلى صندوق فينيزيانا، حيث يتم التبرع بنسبة 50% لصندوق البندقية في خطر ويتم إعطاء 50% لترميم وإصلاح وصيانة المباني والتجهيزات والمباني والأعمال الفنية التي تم إنشاؤها قبل عام 1750.
في عام 1999، قدمت شركة بيتزا اكسبرس برنامج المدارس الخاص بها، وهو برنامج تقوم من خلاله الشركة بتحويل مطاعمها إلى فصول دراسية، وتعليم الأطفال عن المكونات الطازجة، وكيفية إدارة الأعمال التجارية المحلية وكيفية الطهي لأنفسهم.
في عام 2016، أطلقت بيتزا اكسبرس شراكتها مع مؤسسة ماكميلان لدعم مرضى السرطان، من خلال التبرع بمبلغ 25 بنسًا من كل بيتزا بادانا المباعة لمساعدة ماكميلان في توفير الدعم المالي والعاطفي والطبي والعملي الأساسي للأشخاص المتضررين من السرطان. اعتبارًا من مايو 2017، جمعت الشراكة أكثر من 500 ألف جنيه إسترليني.

## الجدل
في عام 2008، ورد أن الشركة تأخذ نسبة 8% من الإكراميات المدفوعة عبر بطاقة الائتمان.